# Metropolia Kumasi
Metropolia Kumasi – jedna z 4 metropolii kościoła rzymskokatolickiego w Ghanie. Została ustanowiona 17 stycznia 2002.

## Diecezje
- Archidiecezja Kumasi
  - Diecezja Goaso
  - Diecezja Konongo–Mampong
  - Diecezja Obuasi
  - Diecezja Sunyani
  - Diecezja Techiman

## Metropolici
- Peter Kwasi Sarpong (2002-2008)
- Thomas Kwaku Mensah (2008-2012)
- Gabriel Justice Yaw Anokye (od 2012)